# Ємці (Харківський район)
Ємці́ — село в Україні, у Дергачівській міській громаді Харківського району Харківської області. Населення становить 137 осіб. До 2020 орган місцевого самоврядування — Дергачівська міська рада.

## Географія
Село Ємці розміщене на правому березі річки Лопань, вище за течією примикає до сіл Шовкопляси і Безруки, нижче за течією за 2 км — місто Дергачі. Вздовж русла річки проведено багато іригаційних каналів, поруч проходить залізниця, станція Безруківка (2 км), за 1,5 км проходить автомобільна дорога Т 2103.

## Історія
12 червня 2020 року, розпорядженням Кабінету Міністрів України № 725-р «Про визначення адміністративних центрів та затвердження територій територіальних громад Харківської області», увійшло до складу Дергачівської міської громади.
19 липня 2020 року, в результаті адміністративно-територіальної реформи та ліквідації Дергачівського району, село увійшло до складу Харківського району.

## Етимологія
Ємець - спеціально визначена особа (він же метельник), яка збирала та обліковувала штрафи, що йшли на користь князя Київської Русі. Штрафи приймались срібними грошима («Руська правда» називала їх «кунами») та хутряними шкурками. Ємець упаковував штраф в особливі мішки, запечатував їх печаткою. Кожен мішок від помічав (звідси «метельник») і готував усе це до приїзду князівського уповноваженого.